# Zuzenbide Ikasten
La Zuzenbidea Ikasten. Irakaskuntzarako aldizkaria és una publicació acadèmica editada per la Universitat del País Basc. Difon la recerca i el debat intel·lectual en el camp del dret en totes les seves dimensions.
La revista, a més, compta amb una secció dedicada als drets lingüístics i al seu règim jurídic, amb relació a l'administració, la justícia i altres àmbits.
El director de la revista és Mikel Karrera Egialde, catedráctico de Dret civil, i el subdirector és Joseba Ezeiza Ramons, professor titular de filologia basca.
La publicació és d’accés obert.

## Història
La revista va ser fundada l'any 2013 i el seu primer número es va publicar l'any 2014. L'objectiu de la revista en els seus inicis va ser ser una publicació acadèmica sobre el Dret, per i per a professors, investigadors i estudiants de Dret. Per a això, la revista incloïa en els seus inicis seccionis d'anàlisis de casos pràctics, treballs sobre innovació educativa en Dret, articles de professors i investigadors i articles d'alumnat (majorment d'últim any de la carrera i unit a la recerca).
La revista és editada pel Servei Editorial de la Universitat del País Basc. Compta amb el suport de la Facultat de Dret de la Universitat del País Basc.

## Drets lingüístics i normalització lingüística
A més de l'àmbit del Dret, la revista també va voler establir una secció pròpia en relació als drets lingüístics i al seu règim jurídic, amb relació a l'administració, la justícia i altres àmbits.
Alguns treballs publicats sobre els drets lingüístics:
- Els drets lingüístics com a drets humans: quina és la visió internacional dels drets lingüístics?[2]
- Drets lingüístics dels euskaldunes en les relacions judicials i en altres àmbits administratius i jurídics[3]
- Protecció del basc en la normativa internacional[4]
- La normalització del basc en l'àmbit de la justícia: recursos i reptes[5]
- La normalització del basc en l'àmbit de la justícia: context i antecedents[6]
- Drets lingüístics dels detinguts, processaments, víctimes i refugiats a la Unió Europea[7]
- Els drets lingüístics dels bascoparlants en la justícia i l'administració[8]
- L'ús i la normalització del basc en els jutjats: iniciatives i resultats[9]